# 스탠리 하우어워스
스탠리 하우어워스(Stanley Hauerwas, 1940년 6월 24일 ~ )는 감리교도로 말해도 괜찮다고 하지만 감리교를 넘어 기독교 신학자이자 기독교 윤리학자이다. 사우스웨스턴 대학교를 나온 뒤 예일 대학교 신학대학원에서 신학과 윤리학을 공부해 석사, 박사 학위를 받았다. 노틀담 대학교를 거쳐 듀크 대학교 신학부에서 2013년까지 신학과 윤리학을 가르쳤다. 2000-1년에는 기포드 강연을 했으며 2014년에는 애버딘 대학교의 신학적 윤리학 교수가 되었다. 20세기 후반 미국의 최고의 신학자로 꼽히며 그리스도교 근본주의, 자유주의적 그리스도교에 모두 비판적인 노선에 서 있다. 이야기 신학(narrative theology)과 후기 자유주의신학(postliberal theology)의 영향 아래 기독교 평화주의, 공공 윤리, 정치신학, 철학적 신학 분야에서 다양한 저작을 남겼다.

## 경력사항
듀크대학교에서 신학윤리학을 가르쳤고 지금은 스코틀랜드의 애버딘 대학교에서 신학적 윤리학 학과장으로 봉직 중이다. 미국 연합 감리 교회에서 신앙생활했으며, 현재는 노스캐롤라이나주 채플 힐에 위치한 성공회교회(Episcopal Church)인 성 가족교회(Holy Family Church)에서 신앙생활하고 있다. 미국 타임지에서 2001년 '미국 최고의 신학자'로 호평했으며, 영국 인문학 분야 최고의 영예로 여겨지는 기포드 강좌 강연자(2000년-2001년)로 선정되었다.

## 신학

#### 기독교 평화주의
스탠리 하우어워스는 전쟁을 비롯한 모든 폭력을 죄로 규정하여 반대하는 기독교 평화주의를 주장한다. 그 실례로 스탠리 하우어워스는 윌리엄 헨리 윌리몬 감리교 감독과 같이 쓴 《십계명》에서 기독교계에 기도를 부탁함으로써 진보적인 지식인들로부터 인도주의적 제국주의, 종교적 제국주의 전쟁이라는 비평을 받은 이라크 전쟁을 하느님의 뜻에 의한 전쟁이라는 종교적 논리로 정당화하려고 한 감리교도 조지 부시에 대해 하느님의 이름을 함부로 부르는 신성모독자라고 비판하였으며,이라크에 파병된 군인들을 위한 기도문을 작성함으로써 이라크 전쟁에 동조한 기독교 우파들에 대해서도 잘못된 전례(Liturgy)는 잘못된 윤리를 낳는다고 비판함으로써,미국 보수 기독교계의 폭력성과 부도덕함을 신랄하게 비판한다.

#### 성서 그리고 전통에 대해 존중
스탠리 하우어워스는 자신의 신학의 뿌리를 성서와 전통(교회력, 세례, 성만찬, 사도신조에 나오는 성도와 교회와의 상통교의,삼위일체 교의 등)에 둠으로써 성서와 전통 모두 존중한다.

## 그에게 영향을 준 자들
하우어위스는 감리교도였지만, 재세례파와 메노나이트와 깊이 연관이 있다. 그는 메노나이트인 존 하워드 요더 뿐만 아니라, 철학자인 앨러스터 매킨타이어로부터 영향을 받았다.

## 저서
- 《Vision and Virtue: Essays in Christian Ethical Reflection》(1974)
- 《Character and the Christian Life: A Study in Theological Ethics》(1974)
- 《Truthfulness and Tragedy: Further Investigations into Christian Ethics》(1977)
- 《A Community of Character: Toward A Constructive Christian Social Ethic》(1978) 북 코리아에서 《교회됨》(문시영 옮김)으로 역간
- 《The Peaceable Kingdom: A Primer in Christian Ethics》(1983)
- 《Revisions: Changing Perspectives in Moral Philosophy》(1983)
- 《Should War Be Eliminated? Philosophical and Theological Investigations》(1984)
- 《Against the Nations: War and Survival in a Liberal Society》(1985)
- 《Suffering Presence: Theological Reflections on Medicine, the Mentally Handicapped, and the Church》(1986)
- 《Christian Existence Today: Essays on Church, World, and Living in Between》(1988)
- 《Resident Aliens: Life in the Christian Colony》(1989) (윌리엄 헨리 윌리몬과 공저)-2008년 복있는 사람에서 《하나님의 나그네 된 백성》(김기철 옮김)으로 역간
- 《Naming the Silence: God, Medicine and the Problem of Suffering》(1990)
- 《After Christendom? How the Church Is to Behave If Freedom, Justice, and a Christian Nation Are Bad Ideas》(1991)
- 《Unleashing the Scripture: Freeing the Bible from Captivity to America》(1993)
- 《God, Medicine, and Suffering》(1994)
- 《Theology Without Foundations: Religious Practice and the Future of Theological Truth》(1994)
- 《Dispatches from the Front: Theological Engagements with the Secular》(1994)
- 《In Good Company: The Church as Polis》(1995)
- 《Lord, Teach Us: The Lord’s Prayer and the Christian Life》(1995) (윌리엄 헨리 윌리몬과 공저)-2006년 복있는 사람에서 《주여, 기도를 가르쳐주소서》(이종태 옮김)로 역간
- 《Where Resident Aliens Live》(1996)
- 《Christians Among the Virtues: Theological Conversations with Ancient and Modern Ethics》(1997)
- 《Wilderness Wanderings: Probing Twentieth Century Theology and Philosophy》(1997)
- 《Sanctify Them in Truth: Holiness Exemplified》(1998)
- 《Prayers Plainly Spoken》(1998) 2018년 비아에서 《신학자의 기도》(정다운 옮김)으로 역간
- 《The Truth About God: The Ten Commandments in Christian Life》(1999) (윌리엄 헨리 윌리몬과 공저)-2007년 복있는 사람에서 《십계명》(강봉재 옮김)로 역간
- 《A Better Hope: Resources for a Church Confronting Capitalism, Democracy and Postmodernity》(2000)
- 《With the Grain of the Universe: The Church’s Witness and Natural Theology》(2001)
- 《Growing Old in Christ》(2003)
- 《Performing the Faith: Bonhoeffer and the Practice of Non-Violence》(2004)
- 《The State of the University: Academic Knowledges and the Knowledge of God》(2007)
- 《Matthew》(2007), Brazos Theological Commentary on the Bible 시리즈. 2018년 SFC에서 《마태복음》(김성근, 김유진 옮김)으로 역간
- 《Christianity, Democracy, and the Radical Ordinary: Conversations between a Radical Democrat and a Christian》(2007)
- 《Living Gently in a Violent World: The Prophetic Witness of Weakness》(2008) (장 바니에와 공저)-2010년 IVP에서 《화평케 하는 자는 복이 있나니》(김진선 옮김)로 역간
- 《A Cross-Shattered Church: Reclaiming the Theological Heart of Preaching》(2009)
- 《Hannah’s Child: A Theologian’s Memoir》(2010)-2016년 IVP에서 《한나의 아이》(홍종락 옮김)로 역간
- 《Cross-Shattered Christ: Meditations on the Seven Last Words》(2007)-2009년 새물결플러스에서 《십자가 위의 예수》(신우철 옮김)로 역간
- 《Working with Words: On Learning to Speak Christian》(2011)
- 《War and the American Difference: Theological Reflections on Violence and National Identity》(2011)
- 《Without Apology: Sermons for Christ’s Church》(2013)
- 《Approaching the End: Eschatological Reflection on Church, Politics, and Life》(2013)
- 《The Holy Spirit》(2015) (윌리엄 헨리 윌리몬과 공저)-2017년 복있는 사람에서 《성령》(김기철 옮김)으로 역간
- 《The Work of Theology》(2015)

## 저자에 관한 책들
- 《스탠리 하우어워스 - 시민, 국가 종교, 자기만의 신을 넘어서》(마이클 레이든 지음, 한문덕 옮김, 비아 (출판사), 2016)
- 《The Church as Polis: From Political Theology to Theological Politics as Exemplified by Jurgen Moltmann and Stanley Hauerwas by Arne Rasmussen (1986)》
- 《he Ecclesiology of Stanley Hauerwas: A Christian Theology of Liberation by John Bromilow Thompson (2003)》
- 《Critical Reflections on Stanley Hauerwas' Theology of Disability: Disabling Society, Enabling Theology by John Swinton (2005)》
- 《Postliberal Theology and the Church Catholic: Conversations with George Lindbeck, David Burrell, and Stanley Hauerwas by John Wright (2012)》
- 《Hauerwas: A (Very) Critical Introduction by Nicholas M. Healy (2014)》
- 《The Difference Christ Makes: Celebrating the Life, Work, and Friendship of Stanley Hauerwas. Edited by Charlie M. Collier. Cascade Books. (2015)》